# Нижняя Явка
Нижняя Явка — река в России, протекает по Лодейнопольскому и Тихвинскому районам Ленинградской области. Устье реки находится в 94 км по левому берегу реки Капши. Длина реки — 15 км, площадь водосборного бассейна — 72,7 км².

## Данные водного реестра
По данным государственного водного реестра России относится к Балтийскому бассейновому округу, водохозяйственный участок реки — Свирь, речной подбассейн реки — Свирь (включая реки бассейна Онежского озера). Относится к речному бассейну реки Нева (включая бассейны рек Онежского и Ладожского озера).
Код объекта в государственном водном реестре — 01040100812102000013543.